# Fehér liliomszál, ugorj a Dunába
A Fehér liliomszál egy magyar gyermekdal. Többféle dallamváltozata van több feldolgozással; már Kiss Áron 1891-ben kiadott könyvében többféle dallammal szerepel.
A Béres-könyv szerint az alábbi változatot Gerzanics Magdolna gyűjtötte a Komárom megyei Neszmélyben 1968-ban, de Szőnyi Erzsébet alábbi feldolgozásában az első két sor már 1960-ban megjelent, az első két ütem pedig Kiss Áron könyvében is megtalálható.
A fehér liliomszál a fiatal lány jelképe. A dal annak a régi hiedelemnek az emlékét őrzi, hogy az a leány, aki nagypéntek reggelén folyó- vagy kútvízben megmosakodik, megszépül.
Feldolgozás:
| Szerző          | Mire                       | Mű               |
| --------------- | -------------------------- | ---------------- |
| Szőnyi Erzsébet | két szólam, csengő, kopogó | Fehér liliomszál |

## Kotta és dallam
Fehér liliomszál, ugorj a Dunába,

támaszd meg oldalad két arany pálcával,

meg is mosakodjál, meg is fésülködjél,

valakinek kötényébe meg is törülközzél.
Kiss Áron könyvében az első sorra az alábbi három változat található:
| { \key d \major \time 2/4 \relative c' { a'8 a a b a4 fis a8 g fis e fis4 d} \addlyrics { Fe -- hér li -- li -- om -- szál, u -- gorj a Du -- ná -- ba, }} | Az első két ütem azonos a fenti első két ütemmel, az utolsó kettő a fenti utolsó kettővel (az utolsó előtti hang kivételével). A második keresztnek nincs jelentősége, mert sem C, sem Cisz nincs a dal hangkészletében. A dallam alapján viszont a hangfaj dúr, nem mixolíd. |

A második:
A harmadik változat:
| { \key d \major \time 2/4 \relative c' { a'8 a b a gis4 a a8 a16 b a8 g fis4 d } \addlyrics { Fe -- hér li -- li -- om -- szál, sej, u -- gorj a Ti -- szá -- ba, }} | Az utolsó két ütem azonos az előzővel. Ezt a változatot Tiszaszalókon gyűjtötte Kovács Kálmán, nyilván ezért változott a szövegben a Duna Tiszára. |

Kodály Zoltán ezt a változatot dolgozta fel. Az összehasonlíthatóság érdekében transzponálva és a negyedeket nyolcadokká alakítva közöljük a feldolgozás felső szólamát:
| \version "2.14.2" \header { tagline = "" % ne legyen copyright szöveg } dallam = { \relative c' { \key d \major \time 2/4 \tempo 4 = 60 \set Staff.midiInstrument = "electric bass (pick)" \transposition c' % Fehér liliomszál, ugorj a Dunába, % támaszd meg oldalad két arany pálcával, \repeat volta 2 { a'16 a8. b8 a gis4 a8 r } \repeat volta 2 { a8 a16 b a8 g fis4 d8 r } \bar ":\|." } } \score { << \dallam \addlyrics { Fe -- hér li -- li -- om -- szál, sej u -- gorj a Du -- ná -- ba. } >> \layout { indent = 0.0\cm } } \score { \unfoldRepeats \dallam \midi { } } | \| Szerző \| Mire \| Mű \| Előadás \| \| ------------- \| ---------- \| ----------------------------------- \| ------- \| \| Kodály Zoltán \| két szólam \| Bicinia Hungarica I. füzet, 42. dal \| [7] \| |                                     |         |
| Szerző | Mire | Mű                                  | Előadás |
| Kodály Zoltán | két szólam | Bicinia Hungarica I. füzet, 42. dal | [ 7 ]   |